# هارگیل
هارگیل، تگزاس(به انگلیسی: Hargill, Texas) شهری در ایالت تگزاس از ایالات جنوبی ایالات متحده آمریکا است.